# Trận Franklin (1864)
Trận Franklin diễn ra ngày 30 tháng 11 năm 1864 tại Franklin, Tennessee, là một phần của chiến dịch Franklin-Nashville thời Nội chiến Hoa Kỳ. Đây là một trong những thất bại tồi tệ nhất của Liên minh miền Nam trong cuộc chiến. Binh đoàn Tennessee do trung tướng miền Nam John Bell Hood chỉ huy đã tiến hành một loạt các cuộc công kích trực diện vào những vị trí kiên cố của lực lượng miền Bắc dưới quyền thiếu tướng John M. Schofield nhưng không thể nào chọc thủng phòng tuyến hay ngăn cản quân Schofield rút lui một cách trật tự theo đúng kế hoạch về Nashville.
Cuộc tấn công của miền Nam với 8 lữ đoàn (gần 20.000 quân), thường được gọi là "cuộc tấn công của Pickett tại miền Tây", đã gây thiệt hại khủng khiếp về binh lính và sĩ quan cho Binh đoàn Tennessee—thương vong lên đến 14 tướng lĩnh (6 người bị chết hay bị tử thương, 7 người bị thương, 1 bị bắt) và 55 viên chỉ huy cấp lữ đoàn. Sau thất bại trước thiếu tướng George H. Thomas trong trận Nashville tiếp đó, Binh đoàn Tennessee đã phải rút lui với quân số chỉ còn lại một nửa so với lúc bắt đầu chiến dịch, và coi như bị loại hoàn toàn ra khỏi vòng chiến với tư cách một lực lượng chiến đấu trong suốt thới gian còn lại của chiến tranh.
Trận Franklin năm 1864 là hoạt động quân sự thứ hai diễn ra tại khu vực này của Nội chiến Hoa Kỳ. Trận Franklin thứ nhất là một trận giao tranh nhỏ với cuộc trinh sát có hỏa lực của kỵ binh miền Nam do thiếu tướng Earl Van Dorn chỉ huy vào ngày 10 tháng 4 năm 1863.